# Saxifraga filifolia
Saxifraga filifolia är en stenbräckeväxtart som beskrevs av John Anthony. Saxifraga filifolia ingår i Bräckesläktet som ingår i familjen stenbräckeväxter. Inga underarter finns listade i Catalogue of Life.